# Guntín
Guntín è un comune spagnolo di 3 423 abitanti situato nella comunità autonoma della Galizia.